# エフェドリンデヒドロゲナーゼ
エフェドリンデヒドロゲナーゼ(ephedrine dehydrogenase)は、次の化学反応を触媒する酸化還元酵素である。
(-)-エフェドリン + NAD+ {\displaystyle \rightleftharpoons } (R)-2-メチルイミノ-1-フェニルプロパン-1-オール + NADH + H+
反応式の通り、この酵素の基質は(-)-エフェドリンとNAD+、生成物は(R)-2-メチルイミノ-1-フェニルプロパン-1-オールとNADHとH+である。
組織名は(-)-ephedrine:NAD+ 2-oxidoreductaseである。